# Arthur Diego Mariano Lanci
Arthur Diego Mariano Lanci (* 13. Februar 1996 in Paranavaí) ist ein brasilianischer Beachvolleyballspieler.

## Karriere
Mit George Wanderley wurde der im Bundesstaat Paraná geborene Sportler sowohl 2014 U19-Weltmeister als auch zwei Jahre später Titelträger bei den unter Einundzwanzigjährigen. Bei den Olympischen Jugend-Sommerspielen 2014 in Nanjing belegten die Brasilianer den fünften Platz. Eduardo Davi und Mariano erreichten als bestes Ergebnis einen dritten Rang bei einem Turnier in ihrem Heimatland. Mit Márcio Gaudie gelang 2018 der Sieg bei der nationalen Tour in Opava, mit Hevaldo Moreira gab es 2019 den Erfolg beim kontinentalen Wettbewerb in der brasilianischen Hauptstadt. Von 2021 bis 2022 spielte Arthur Mariano mit Pedro Solberg zusammen. Die beiden wurden im ersten Jahr ihrer Zusammenarbeit Neunte beim Vier-Sterne-Event in Itapema. In der folgenden Saison gab es mit dem Bronzerang beim Challenge in Dubai und der Finalteilnahme beim Elite16 in Uberlândia die bis dahin besten Ergebnisse im Erwachsenenbereich für Mariano. 
Der erste Sieg bei der World Beach Pro Tour gelang eine weitere Spielzeit später mit dem neuen Partner Evandro Gonçalves beim Challenge in Saquarema. Die beiden erkämpften Bronze im portugiesischen Espinho, standen beim Elite16 in Montreal in der Vorschlussrunde und beim gleichwertigen Event in Paris sowie bei den Welttitelkämpfen im Achtelfinale. Die gleiche Platzierung erreichten sie beim ersten Wettbewerb 2024 in Doha, bevor sie drei Mal in Folge auf dem Podium standen. Bei den Challenge-Turnieren in Recife und Guadalajara gewannen sie Gold und Bronze. Beim anschließenden Elite16 in ihrem Heimatland gelang ihnen mit dem Sieg im Endspiel ihr bis dahin größter gemeinsamer Erfolg. Nachdem sie bei den gleichwertigen Turnieren in Ostrava und Gstaad im Viertelfinale standen, gewannen sie bei den Olympischen Spielen ihre Gruppe, in der unter anderem die amtierenden Weltmeister Perušič / Schweiner ihre Gegner waren, und die erste Hauptrunde ohne Satzverlust. Danach unterlagen sie den Goldmedaillengewinnern Åhman / Hellvig und belegten somit auch bei dieser Veranstaltung den geteilten fünften Rang.